# Michel-Joseph de Cœurderoy
Pour les articles homonymes, voir Cœurderoy.
Michel Joseph de Cœurderoy est un haut magistrat français de la seconde moitié du XVIIIe siècle, conseiller au parlement de Dijon en 1758 et premier président de la cour souveraine de Nancy en 1767.

## Famille
Michel-Joseph Cœurderoy, né le 9 mai 1738 à Dijon  et mort le 26 octobre 1800 à Einville (Meurthe), est un membre d'une branche la famille Cœurderoy, originaire de Moutiers-Saint-Jean en Bourgogne, anoblie par une charge de conseiller et président aux requêtes du parlement de Dijon en 1656.
Il est le fils de François, Cœurderoy, président aux requêtes du parlement de Dijon et de Jeanne Mailly de Chateauregnault,.
De son mariage en 1760 avec Françoise-Louise- Renée Baudouin de Pléneuf, il aura quatre filles. 

## Carrière
Pourvu de l'office de conseiller au parlement de Dijon, avec dispense d'âge et de parenté, à cause de son père et reçu le 16 juin 1758, il devient premier président de la Cour souveraine de Lorraine en 1767.
Il n'émigra pas pendant la Révolution mais dut se faire appeler « Cœur-de-loi ».
En 1772, il acheta à la famille des Armoises pour 240 000 livres le marquisat d'Aulnois-sur-Seille composé de la terre et du château d'Aulnois ainsi que de la seigneurie d'Ajoncourt ,